# Tatung Einstein

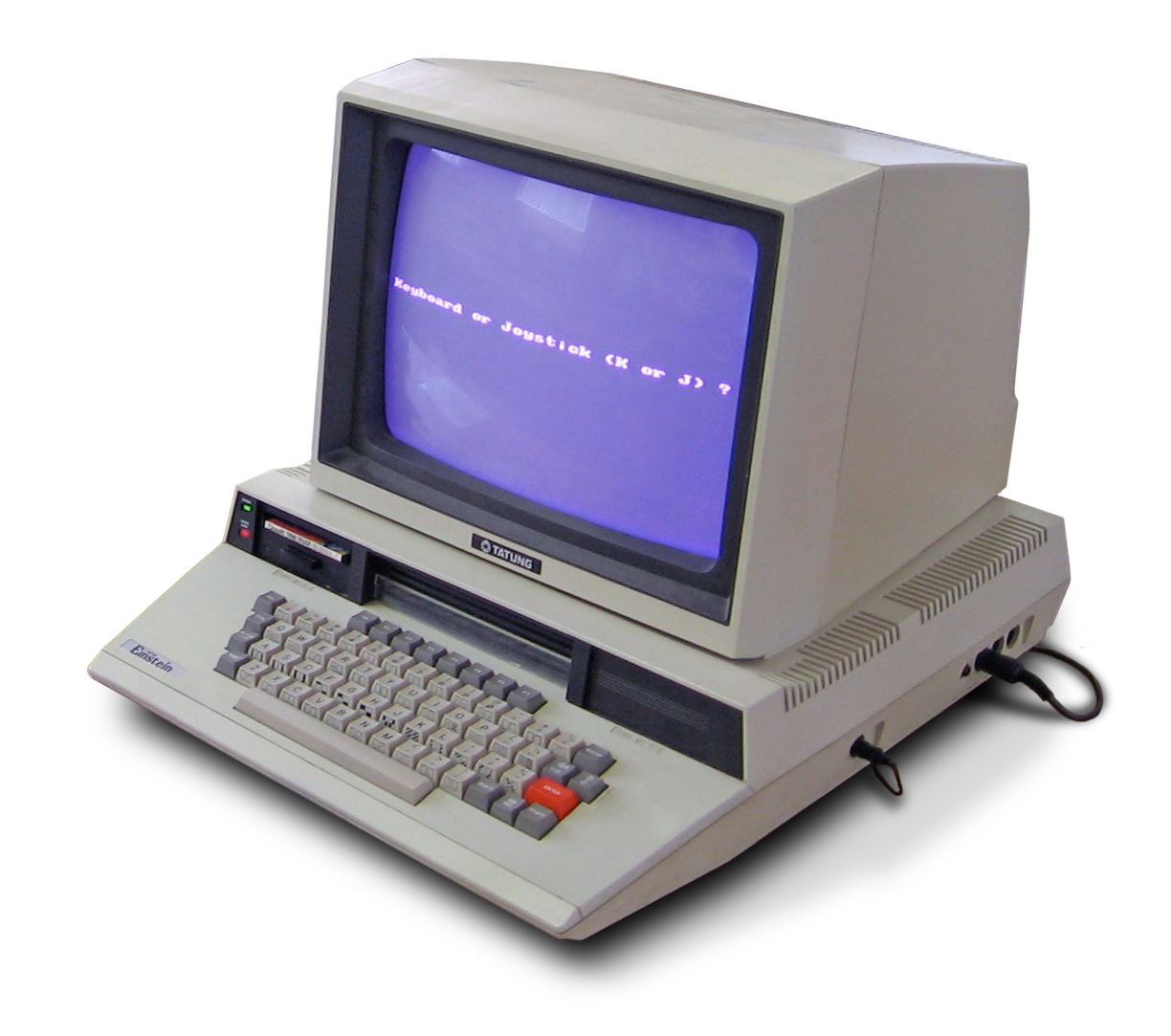
Tatung Einstein

Tatung Einstein TC01 var en hemdator konstruerad vid det taiwanesiska elektronikföretaget Tatungs engelska avdelning i Telford. Den utmärkte sig för sina inbyggda diskettstationer och påföljande höga pris.

## Einstein TC01
Den första modellen TC01 var, bortsett från att den hade en eller två 3-tumsdisketter inbyggda, en tämligen konventionell lösning, byggd med en Zilog Z80 som huvudprocessor och standardkomponenter som videokretsen Texas Instruments TMS9918 och ljudkretsen General Instruments AY-3-8910. Därmed lämpade den sig, sånär som på priset, bättre för spel än för de kontorsändamål som den från början var avsedd för. Dock körde TC01 ett CP/M-kompatibelt operativsystem vid namn Xtal, så att ett teoretiskt stort utbud av seriös mjukvara fanns tillgängligt redan från början, om man bortser från svårigheterna med att få tag på program på de ovanliga tretumsdisketterna. Einstein släpptes dessutom sent på marknaden, så sent som sommaren 1984. 5 000 maskiner skickades till huvudkontoret i Taipei, resten såldes på den europeiska marknaden. 
Till en början fick Einstein visst stöd från spelindustrin i Storbritannien. Berömda spel som Chuckie Egg och Elite porterades, och till och med Konami överförde några spel till datorn på grund av dess närhet till MSX och andra datorer som företaget redan hade program till. När Tatung inte lyckades etablera sig som en stor aktör på marknaden drog sig dock de större utvecklarna ur och koncentrerade sig på mer populära format.

## Einstein 256
Senare släppte Tatung en uppföljare i form av Einstein 256. Den nya modellen var mindre och hade enbart plats för en inbyggd diskettstation. Utseendet var helt anpassat för hem- och speldatormarknaden och påminde en hel del om vissa MSX-modeller. På insidan påminde den också om MSX, men hade uppgraderats till något som påminde om MSX2, tack vare det nya videochipset V9938 från Yamaha. Maskinen fick sin ström, precis som Amstrad CPC, från en specialanpassad bildskärm. Trots att namnet låter påskina att maskinen har 256 Kbyte RAM, har den precis som sin föregångare bara 64 Kbyte, resterande 192 Kbyte är enbart VRAM. Få spel och program släpptes som faktiskt drog nytta av den nya modellen.

## Allmänt
- En hårdvarubaserad emulator för ZX Spectrum släpptes till Tatungs maskin. På grund av videokretsens uppbyggnad kunde man dock som mest uppdatera skärmen i en tredjedel av hastigheten hos en riktig Spectrum.